# 誘われて二人旅
『誘われて二人旅』（さそわれてふたりたび）は、1985年9月30日から1992年7月3日までテレビ朝日で放送されていた旅番組である。放送時間は毎週月曜 - 金曜 9:30 - 9:54 （日本標準時）。

## 概要
週5日間の帯で放送されていた旅番組。
それまでの旅番組は、出演者の旅の行き先をテレビ局が決めて出演依頼をしているものが大半であった。この番組は出演者（旅人）に旅の目的や旅先の思い出を聞きとり、それに基づいて旅先（ロケ先）を決めていた。また、視聴者（特に放送時間帯の主力視聴者層である主婦層）は仲の良い人と旅行に出かけたいという気持ちを捉え、旅人（出演者）に一緒に旅に行きたい相手をヒアリング、本人の意向に沿って同行するパートナーを決めて制作された。そのため、仲の良い女優同士であったり、親子であったり、夫婦、一般の友人などが出演していた。
番組内容は、単なる旅行情報番組に留まらず、出演者の生い立ちや人生観、芸能界での苦労話などの話題にも触れ、いわゆる「旅番組」の枠を超えた異色の構成がなされていた。

メインタイトルの題字は、作家の水上勉が担当。
テーマ曲は、後述の伊藤敏博が担当。

## 主な出演者
- 星由里子
- 山田五十鈴
- 藤純子と寺島しのぶ母娘
- 香川京子
- 中原ひとみ
- 中村メイコ
- 神津カンナ
- 池内淳子
- 浜木綿子
- 有馬稲子
- 小山明子
- 南田洋子

- 野際陽子
- 中井貴惠
- 海老名香葉子
- 石井ふく子
- 高田敏江
- 八代亜紀
- 小川知子
- 小林幸子
- 田中美佐子
- 生稲晃子
- 石井めぐみ
- 森尾由美
- ほか

## スタッフ
- 構成：杉江秋典、松井尚、鎌田みわ子、山西伸彦
- ディレクター：中辻正道、渡部邦彦、横井仁、近広史（こんひろし）、小木曽亨、石原正一、ほか
- プロデューサー：諸橋史明（テレビ朝日）、菱沼永司、佐々木徳治、大橋忠明、川島雅行、ほか
- 制作：テレビ朝日／SUNTA、HIBINO、日本電波ニュース社、JAVN、テレビ朝日映像、THE WORKS、Wink2、アイビー、トーユニ、テシコ、ほか

## テーマ曲
- 第1期オープニング「めぐりあいロマンス」伊藤敏博
- 第1期エンディング「旅の途中で」伊藤敏博
- 第2期オープニング「風色ロマンス」伊藤敏博
- 第2期エンディング「愛・リフレイン」伊藤敏博
- 第3期オープニング「一枚の切符から」伊藤敏博
- 第3期エンディング「旅愁人(たびびと)」清水綾子
- 第4期オープニング「旅のほとりで」伊藤敏博
- 第4期オープニング「風のゆく道」伊藤敏博

## 総集編
1989年・1990年・1991年それぞれの年末年始には、レギュラー放送1年分（約250回）の内容を再構成した2時間に及ぶ総集編『誘われて二人旅スペシャル』を放送。ナレーションは、レギュラー放送においては出演者本人が担当することが多かったが、この総集編においては声優の富山敬が担当した。（1990年放送分と1991年放送分のみ）
総合演出は近広史(こんひろし)。

## エピソード
- 月曜日〜金曜日までの5日間放送する分をリアルに5日間で収録するというスタイルをとっていた。
- ロケ中に台風に遭遇し、予定の撮影が行えない場合などは、駅の待合室で地元の人々や駅員との会話で、番組を構成。
- 乗車する電車を間違えてしまった場合なども、あえて編集でカットせずに放送し旅のリアル感を大切にしていた。
- 旅館やホテルの値段の表示にもこだわって制作された。ほとんどのテレビ番組が、一番良い部屋を低料金の○○○○円～と表示していたが、この番組では、出演者が紹介する部屋の料金を表示し、視聴者に正確な情報を伝える事を重視して制作された。
- JR信越本線に乗車しての撮影では、横川駅で全国的に有名な駅弁（峠の釜めし）を実際の停車時間内3分間で購入し、車内に戻ってくるというスリリングな撮影をこなしていた。
- 1日の撮影内容は、早朝からの移動シーン、取材地紹介用の風景、ネタ1、昼食ネタ、ネタ2、宿（トーク・風呂・料理）と多岐に渡り、スタッフの夕食は、午前零時を回ることもしばしばだった。
- 番組制作会社のある制作チームでは、出演者・スタッフに配布するロケのスケジュール表を修学旅行の「旅のしほり」に見立てて作成。撮影スケジュールはもちろん、出演者・スタッフ全員のプロフィール紹介を掲載。また、しほりには、スタンプを押せるメモページも用意され、旅先（取材先）でたくさんのスタンプを集めた者にロケの最終日にプレゼントを贈呈するなど、ハードな撮影を少しでも和らげる遊び心と旅を楽しんでもらおうという演出（心づかい）をしていた。
- 撮影チームは、最大で出演者2名・マネージャー2名・制作4名・技術4名総勢約12名のチームで編成されていた。ハードスケジュールの5日間の中でチームが一丸となり、他の番組に見られない家族的なムード、連帯感が生まれていた。
  - 岐阜県郡上八幡のロケでは、撮影終了後、全員でスナックに飲みに行き、宿への帰路、当日のロケで教わった「郡上踊り」を深夜の道路で出演者含め全員で踊りながら宿まで帰った。
  - 秋田県三種町のロケでは、ロケ地である宿の主人（社長）の手厚い歓待を受け、男性出演者含めスタッフ全員で大浴場で同じ風呂に浸かり、その後大宴会となり、その余波を受け出演者・スタッフさらに、宿の方までも翌朝、2時間近く寝坊してしまった。その日の取材先を待たせる形となったが、昨夜の騒動のおかげか結束が高まり、驚異的なペースで撮影をこなすことができた。スタッフの間では、番組史上最短のロケ時間記録として記憶に残っている。
  - 山形県で米農家の取材が終りロケ車が出発、それから10数分後、音声スタッフが乗車していないことが発覚。トイレを拝借している間に出演者・スタッフ全員が撤収しまったために起きた珍事である。
- 午前帯放送の「誘われて二人旅」の好調を受けてテレビ朝日では、ゴールデンタイムにドラマ「誘われて二人旅」も制作された。
- この今までにない一味違った番組を牽引したのは、諸橋史明プロデューサーである。若手のディレクターもどんどん起用し、育成した。関係したスタッフからは、その情熱から「鬼の諸橋」といわれることもあった。このチームは、この番組だけでなくゴールデンタイムのスペシャル番組も数多く担当した。

## 放送局
- ローカル枠であったが、番組販売で一部系列局及び系列外局でも放送された。朝日放送など一部地域では放送されなかった。放送末期、朝日放送のエリアではKBS京都（独立局）に18:30 - 18:55に遅れネットで放送された。
- 山形県では、山形放送（当時は日本テレビ系列とテレビ朝日系列とのクロスネット局）にて9:55 - 10:20に遅れネットで放送された[2]。
- 長野県では、長野朝日放送にて1991年4月開局時から同時ネットで放送されていた（放送時間上の表記は9:30 - 9:55）[3]。
- 富山県では、1987年10月5日より北日本放送（日本テレビ系列）で放送されていた。但し放送時間は11:00 - 11:25で、金曜版は非ネットであった[4]。
- 石川県では、放送開始当初から北陸放送（TBS系列）にて同日遅れネット（14:30 - 14:55）[5]で放送開始。1987年10月5日[6]より1991年9月27日まで同時ネットを実施し、同年10月1日より開局した系列の北陸朝日放送にネットを引き継いだ[7]。
- 福井県では、福井放送（日本テレビ系列とテレビ朝日系列のクロスネット局）にて月曜 - 金曜 5:55 - 6:20、1992年3月30日からは5:35 - 6:00にて放送されていた[8]。
- 中京広域圏では当初ネットされなかったが、後に8:05-30に名古屋テレビによって遅れネットされるようになった。
- 鳥取県・島根県では日本海テレビジョン放送が11:00 - 11:25に時差ネットしていたが、1989年9月に朝日系番組のネット打ち切りに伴い打ち切られた。打ち切りまではモーニングショー→ルックルックこんにちは遅れネット→読売テレビ朝の連続ドラマ→キユーピー3分クッキング→当番組→ご存知ですか という流れであった。
- 山口県では、山口放送（当時は日本テレビ系列とテレビ朝日系列とのクロスネット局）にて5:35 - 6:00に遅れネットで放送されていた[9]。
- 徳島県では、1987年10月5日より[10]四国放送（日本テレビ系列）にて14:30 - 14:55に遅れネットで放送されていた[11]。
- 香川県・岡山県では、瀬戸内海放送にて同時ネットで放送されていた[12]。
- 愛媛県では、南海放送（日本テレビ系列）にて同時ネットで放送されていた[12]。
- 大分県では、大分放送（TBS系列）にて14:30 - 14:55に遅れネットで放送されていた[13]。

## 関連書籍
- 誘われて二人旅（バオバブストリート 編、1986年4月15日、ISBN 4-88131-072-0） - 番組で訪れたロケ地の情報や撮影の裏話などを掲載。全161ページ。